# Damar (isola)
Damar (indonesiano: Pulau Damer) è un'isola dell'Indonesia, situata nel Mar di Banda, che fa parte delle Isole Barat Daya.
Damar è situata a circa  125 km ad est dell'isola Romang e  200 km di Wetar.
L'isola è lunga 20 km e larga 18 km; ha una superficie di 197,7 km quadrati e una linea costiera che si estende per 65,3 km.
L'interno è prevalentemente montuoso, con il punto più alto è costituito dal Monte Wurlali (868 m), uno  stratovolcano di andesite.
La principale città dell'isola è Wulur, con la maggior parte dei centri abitati concentrati nelle zone a nord ed est.

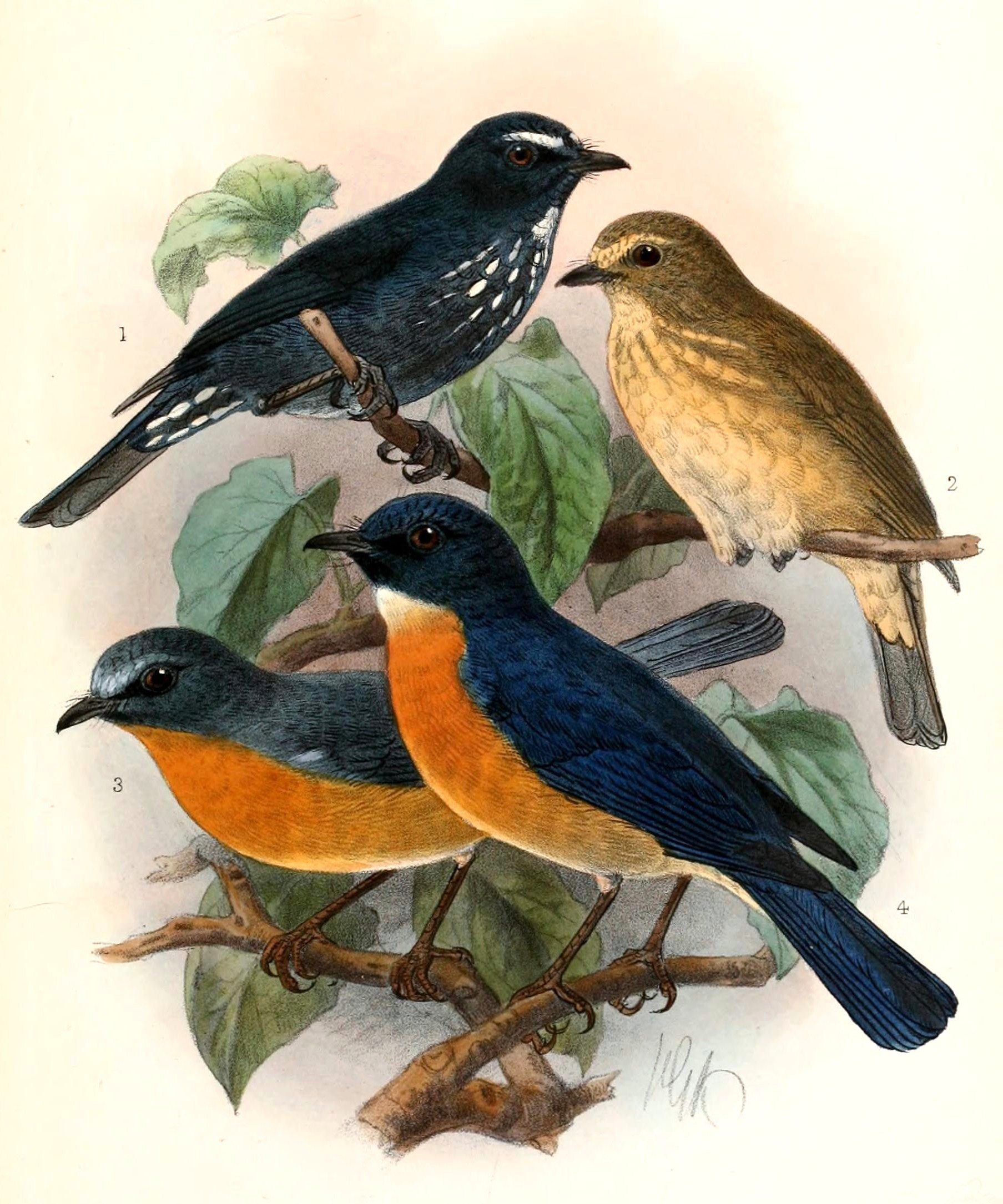
In alto, coppia di Ficedula henrici, in basso, coppia di Cyornis banyumas.

Fra le attività si segnala la coltivazione di riso, mais, palma da cocco, ma anche la produzione di spezie come la noce moscata e i chiodi di garofano. Difatti, la parte settentrionale dell'isola ha subito una forte deforestazione per permettere la coltivazione a fini alimentari. Di contro, il sud è rimasto ancora densamente coperto da foreste. Lungo la costa è presente anche l'attività della pesca.

## Important Bird Area
Damar è una Important Bird Area:  BirdLife International ha identificato le foreste dell'isola come l'habitat naturale di numerose specie, come il pigliamosche di Damar (Ficedula henrici).